# ماركو بولو (ملحن)
ماركو بولو هو ملحن ومنتج أسطوانات كندي، ولد في 26 ديسمبر 1979 في تورونتو في كندا.

## وصلات خارجية
- الموقع الرسمي
- ماركو بولو على موقع IMDb (الإنجليزية)
- ماركو بولو على موقع ميوزك برينز (الإنجليزية)
- ماركو بولو على موقع أول ميوزيك (الإنجليزية)
- ماركو بولو على موقع ديسكوغز (الإنجليزية)